# 크랙샷
크랙샷(Crack Shot)은 대한민국의 록 밴드이다. 2015년 싱글 [Midnight Crime]으로 데뷔했다.

## 방송
- 모디션 (2019) - Top6
- 슈퍼밴드2 (2021) - 우승

## 음반
- 서울재즈아카데미 전국 실용음악콩쿠르 Vol.2 (2015)
- Midnight Crime (2015)
- Ready To Fire (2016)
- After Midnight (2017)
- New Wave (2019)
- 인디스땅스 2020 컴필레이션 (2020)

## 수상
- 제16회 동두천 아마추어 락 밴드 경연대회 일반부 대상 (2014)

## 공연
- 자라섬 스프링 사운드 페어 (2017)
- 연말락페 (Winter Rock Festival) (2017)
- HELLRIDE 22th 2019 (2019)
- Bad Avenue (2020)
- #우리의무대를지켜주세요 (2021)
- Crackshot 9th Anniversary Concert (2022)
- WAVE RE:TURNS (2022)
- 사운드 플래닛 페스티벌 (2025)